# Маслово (Черкасская область)
Маслово (укр. Маслове) — село в Шполянском районе Черкасской области Украины.
Население по переписи 2001 года составляло 328 человек. Почтовый индекс — 20652. Телефонный код — 4741.
Близ села находится многослойное палеолитическое местонахождение кремнёвых орудий.

## Местный совет
20652, Черкасская обл., Шполянский р-н, с. Маслово